# Brough (Schotland)
Brough is een dorp in het noorden van de Schotse lieutenancy Caithness in het raadsgebied Highland en ligt ongeveer 1,5 kilometer van Dunnet tussen John o' Groats en Thurso.
Brough ligt enkele kilometers ten zuiden van Dunnet Head het meest noordelijke punt van het Britse vasteland.